# 玛利亚·瓜达卢普·冈萨雷斯
玛利亚·瓜达卢普·冈萨雷斯（西班牙語：María Guadalupe González Romero，1989年1月9日—）是一名墨西哥女子竞走运动员，获得2015年泛美运动会20公里竞走金牌（1:29:24），她是20公里竞走国家纪录保持者。2016年获得里约奥运会女子20公里竞走银牌（1:28:37）。

## 外部連結
- 玛利亚·瓜达卢普·冈萨雷斯在的頁面